# Маншія Аль-Гаят
Маншія Аль-Гаят (араб. منشية الغياث) — житловий район, розташований в районі Рувайшид, провінція Ель-Мафрак в Йорданії. Територія відноситься до міста Ер-Рувайшид, яке включає 6 районів. За даними перепису 2015 року, його населення становить 1501 особу.